# Jaroslav Kovář (atlet)
Jaroslav Kovář (* 12. května 1934, Praha - 14. února 2015, Praha) byl československý atlet, jenž v roce 1954 získal bronzovou medaili na evropském šampionátu v Bernu a dvojnásobný akademický mistr světa ve skoku do výšky. Dnes dlouholetý trenér, v současnosti mj. reprezentantek Ivy Strakové a Oldřišky Marešové.

## Sportovní kariéra

### Začátky
Se sportem začínal nejprve s hokejem, gymnastikou a stolním tenisem. S atletikou začal v oddíle LASS Sokol Spořilov, v sedmnácti letech přestoupil do atletického klubu Sparty Praha, kde zůstal do roku 1953. V letech 1954 – 1957 byl členem ÚDA a Dukly Praha.
V 50. letech byl velice rozšířen styl nazvaný sweeney a Jaroslav Kovář jím velmi brzy dokázal skočit 185 cm, což tehdy znamenalo československý dorostenecký rekord. Ve Spartě začal trénovat pod Karlem Špilarem a naučil se další výškařský styl, tzv. straddle a vylepšil si osobní maximum. Později začal skákat i tzv. horinem. Tímto stylem překonal laťku ve výšce 191 cm.
V září roku 1953 dokázal jako první československý dorostenec pokořit rovné dva metry, přičemž seniorský rekord byl tehdy jen o jeden centimetr výše. V témže roce získal stříbrnou medaili na akademickém mistrovství světa v Bukurešti. Tato atletická soutěž se konala v letech 1947 – 1962.

### Mistrovství Evropy
O rok později vybojoval bronzovou medaili na pátém ročníku ME v atletice ve švýcarském Bernu, kde překonal 196 cm. O stupínek výše zde byl další československý výškař Jiří Lanský, který překonal 198 cm a mistrem Evropy se stal Švéd Bengt Nilsson, ten skočil 202 cm.

### Ostatní úspěchy
V roce 1954 se stal i akademickým mistrem světa v Budapešti, šampionát ale tehdy nebyl oficiální. V roce 1955 se konal ve Varšavě další ročník, i zde získal Kovář zlatou medaili, když skočil 199 cm. V témže roce mu patřilo ve světových tabulkách nejlepších výkonů páté místo. V letech 1954 – 57 se přetahoval o československý rekord s Jiřím Lanským. Kovář jeho hodnotu posunul celkem třikrát (1954 – 202 cm, 1955 – 204 a 205 cm). V letech 1953 – 1959 reprezentoval v patnácti mezinárodních utkáních. Jeho osobním maximem z roku 1957 je výška 206 cm. Od roku 1958 byl znovu členem Sparty Praha, kde zůstal až do roku 1963. V závěru své atletické kariéry hájil barvy LIAZ Jablonce nad Nisou (1965 – 1967).

### Trenérská činnost
Po ukončení studií na Fakultě tělesné výchovy a sportu Univerzity Karlovy v Praze se stal profesionálním trenérem. Pod jeho vedením vylepšovali českoslovenští výškaři tehdejší domácí rekordy mj. Jaroslav Alexa, Rudolf Baudis Josef Hrabal, Jindřich Vondra či Ján Zvara. Trénoval také výškařky Jaroslavu Valentovou, Alenu Proskovou a Věru Bradáčovou. Později pod jeho vedením uspěli rovněž Zuzana Hlavoňová, Tomáš Janků, Svatoslav Ton, Iva Straková a Oldřiška Marešová.
V letech 1969 – 1970 člen předsednictva atletického ústředí.